# Machaeroides
Il macheroide (gen. Machaeroides) è un piccolo mammifero fossile, appartenente all'ordine dei creodonti. I suoi resti sono stati rinvenuti in Nordamerica, in strati dell'Eocene (circa 50 milioni di anni fa).

## Un creodonte dai denti a sciabola
Il macheroide appartiene ai creodonti, un gruppo di mammiferi primitivi che ebbero una notevole espansione all'inizio del Terziario, andando a occupare varie nicchie ecologiche che successivamente sarebbero state appannaggio dei veri carnivori. In modo analogo alle famose tigri dai denti a sciabola, il macheroide sviluppò due lunghi canini superiori, adatti a squarciare la carne delle sue prede. I fossili mostrano un allungamento delle zanne superiori e un accenno di flangia ossea nella mandibola, in corrispondenza delle “sciabole”. Di dimensioni modeste (non raggiungeva il metro di lunghezza), il macheroide doveva essere un predatore di piccoli animali, come rettili e piccoli mammiferi. 

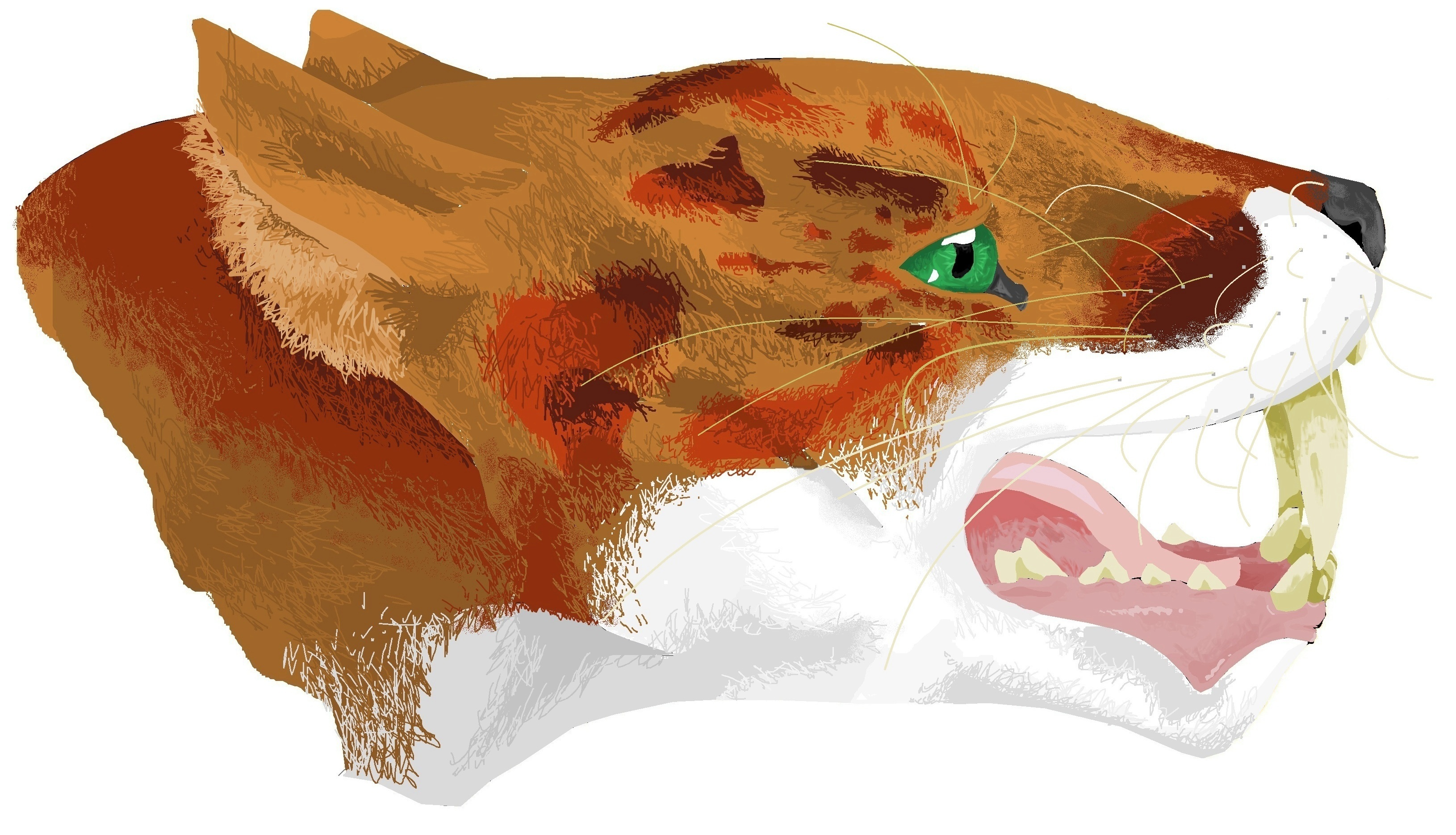
Ricostruzione della testa di Machaeroides

## Classificazione incerta
La classificazione del macheroide nell'ambito dei creodonti non è chiara: alcuni studiosi lo avvicinano alla famiglia degli ossienidi, dal cranio simile a quello dei gatti, mentre altri studiosi lo pongono tra gli ienodontidi, caratterizzati da una testa allungata come quella dei cani. Uno stretto parente del macheroide, denominato Apataelurus, aumentò le dimensioni corporee e la lunghezza dei canini: ciò si deduce dall'unico resto fossile conosciuto, una mandibola dotata di flangia ossea molto allungata.